# Памятник труженикам тыла и детям войны (Котлас)
Памятник труженикам тыла и детям войны — памятник в городе Котлас Архангельской области России. Открыт 5 мая 2015 года. Расположен в городском парке, слева от памятника котлашанам, погибшим в Великую Отечественную войну.

## История
Памятник труженикам тыла и детям войны в Котласе возведён по инициативе Котласского городского Совета ветеранов. Средства на создание монумента собраны горожанами. Проект памятника подготовлен ООО «Строл», а гранитная мастерская С. Белявцева занималась изготовлением, монтажом и установкой монумента.
Торжественная церемония открытия памятника труженикам тыла и детям войны в Котласе состоялась 5 мая 2015 года. Право открыть монумент было предоставлено главе муниципального образования «Котлас» А. Бральнину, председателю Собрания депутатов МО «Котлас» А. Степанову, председателю Совета ветеранов Н. Любову, бывшему токарю Лимендского судостроительно-судоремонтного завода Д. Хмельновой и председателю ветеранской организации завода З. Шастиной.

## Описание памятника
Памятник, общая высота которого составляет около 4 м, условно разделён на три части.
Центральная часть монумента представляет собой бетонную плиту высотой 2 метра, которая с лицевой стороны облицована чёрной гранитной прямоугольной плитой с надписью «Труженикам тыла и детям войны посвящается» и изображением двух лавровых ветвей. На неё поставлены две разновеликие плиты в форме прямоугольных трапеций. На левой плите высотой 1,4 м, выполненной из чёрного гранита, указан год «1941». Высота правой плиты, на которой указан год «1945», составляет 1,6 м. Она выполнена из белого мрамора. В центре верхних плит размещена изготовленная из гранита медаль «За победу над Германией в Великой Отечественной войне 1941—1945 гг.».
В левой и правой частях памятника находятся пятиугольные бетонные плиты, на передней стороне которых размещены чёрные гранитные плиты с фрагментами фотографий. В левой части, символизирующей подвиг тружеников тыла, воспроизведён фрагмент фотографии 1944 года, на которой колхозники Шуйского района Ивановской области доставляют зерно на приёмный пункт. Правая часть монумента, изображающая фрагмент фотографии, сделанной в 1943 году на Пермском моторостроительном заводе, отражает подвиг детей войны.